# جنبش استقلال تبت

پرچم رسمی تبت تا ۱۹۵۱، در حال حاضر به‌طور معمول به عنوان پرچم تبت آزاد استفاده می‌شود

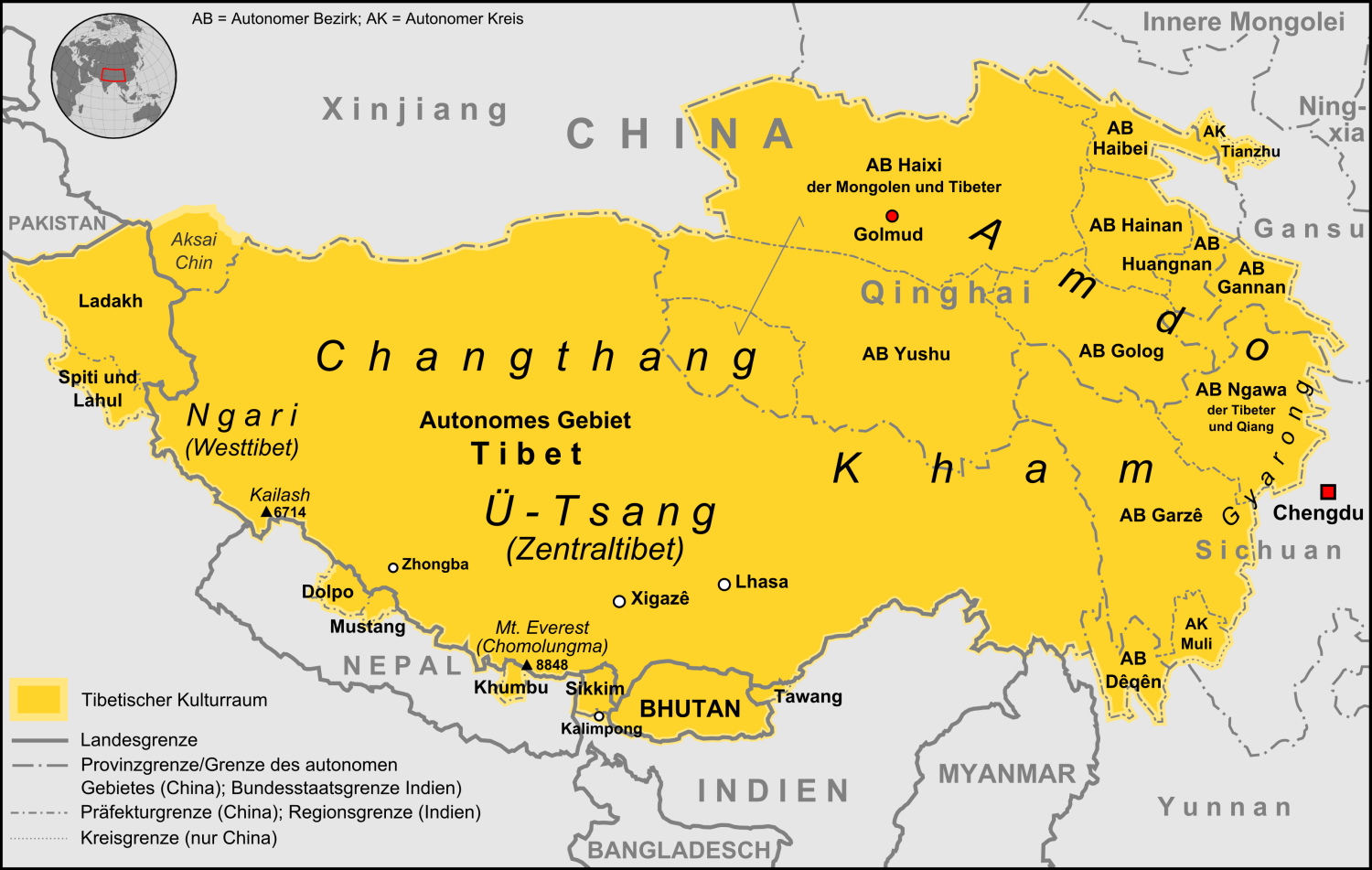
گستره فرهنگی تبت.

جنبش استقلال تبت (انگلیسی: Tibetan independence movement) یک حرکت برای استقلال تبت و جدایی سیاسی تبت از چین می‌باشد. این حرکت به‌طور عمده سبب پراکنش تبتی‌ها به کشورهای هند و آمریکا و حضور افراد مشهور تبتی در آمریکا و اروپا شد. این جنبش توسط دالایی لامای چهاردهم حمایت نشد هر چند حمایت‌هایی از جانب او طی سال‌های ۱۹۶۱ تا اواخر دهه ۱۹۷۰ صورت گرفت و نوعی از سطح بالای استقلال در سخنرانی سال ۱۹۸۸ در استراسبورگ پیشنهاد شد و پس از این موقعیت او و خودمختاری مردم تبتی در منطقه خودمختار تبت محدود شد. او خواستار گسترش ناحیه خودمختاری به مناطقی از ایالت‌های چینی همسایه که ساکنانش تبتی بودند (تبت بزرگ) شد. اغلب منطقه خودمختار تبت (با وسعت ۱٬۲۲۸٬۴۰۰ کیلومتر مربع) با تبت بزرگ (با وسعت حدود ۲٬۵۰۰٬۰۰۰ کیلومتر مربع) اشتباه می‌شود.

## پیشینه تاریخی
در ۱۹۵۰ ارتش آزادی خلق جمهوری خلق چین پس از در دست گرفتن بقیه کشور از دست جمهوری چین پس از ۵ سال جنگ داخلی وارد تبت شد. در ۱۹۵۱ قرارداد هفده مورد توافق برای آزادی صلح‌آمیز تبت بین نمایندگان دالایی لاما و پانچین لاما (Panchen Lama) برای فراهم کردن یک دولت مشترک تحت نظر نمایندگان دولت مرکزی و دولت تبت امضا شد.

## تصاویر

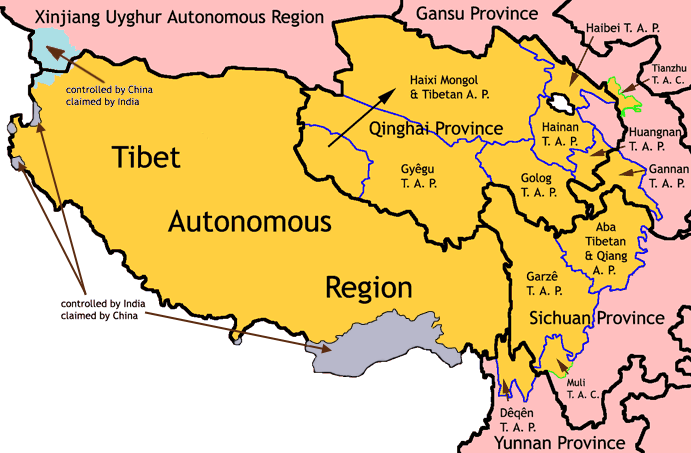
گستره فرهنگی تبت (تبت بزرگ).
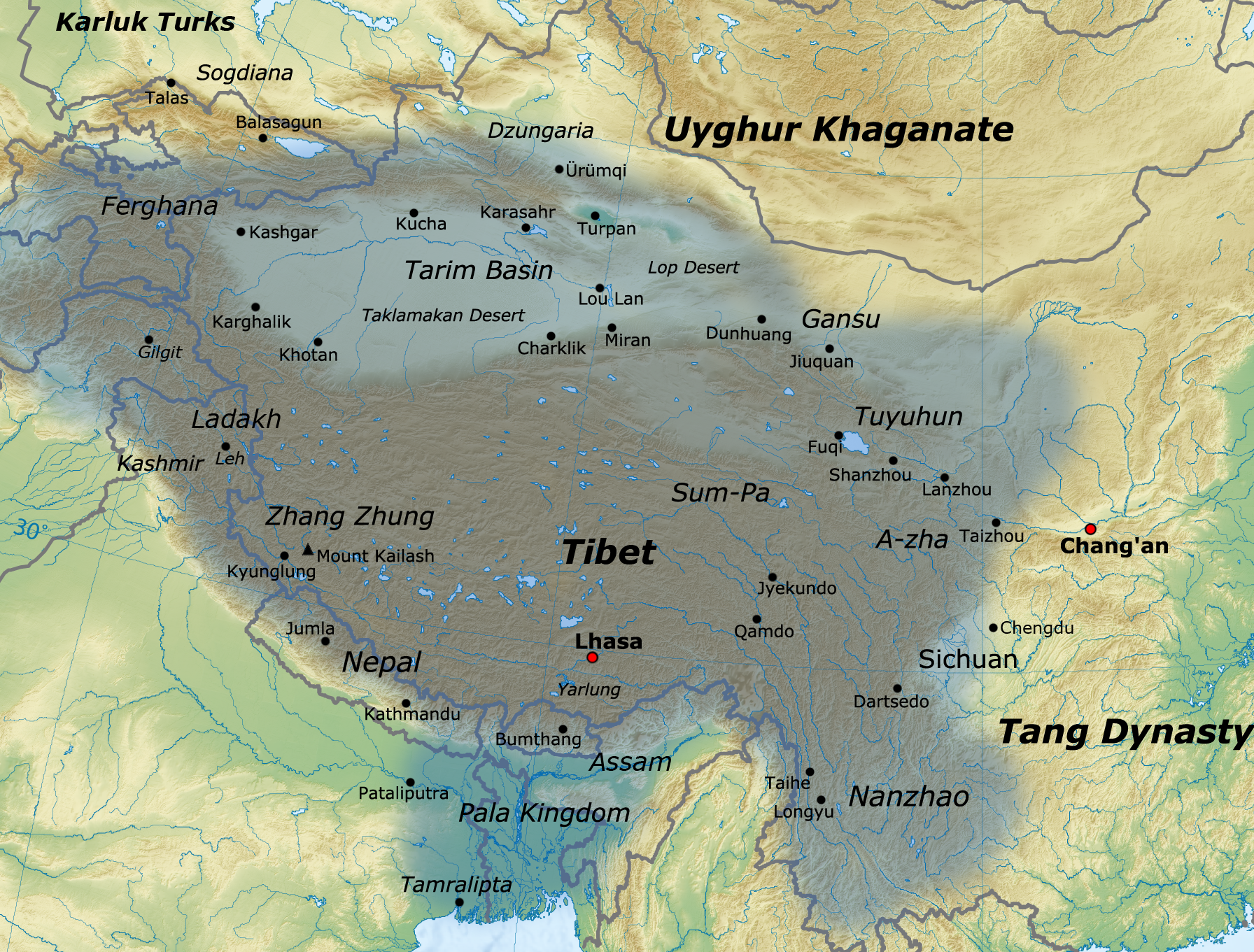
نقشه امپراتوری تبت در بزرگ‌ترین حد گستردگی اش در بین سال‌های ۷۸۰ تا ۷۹۰ میلادی
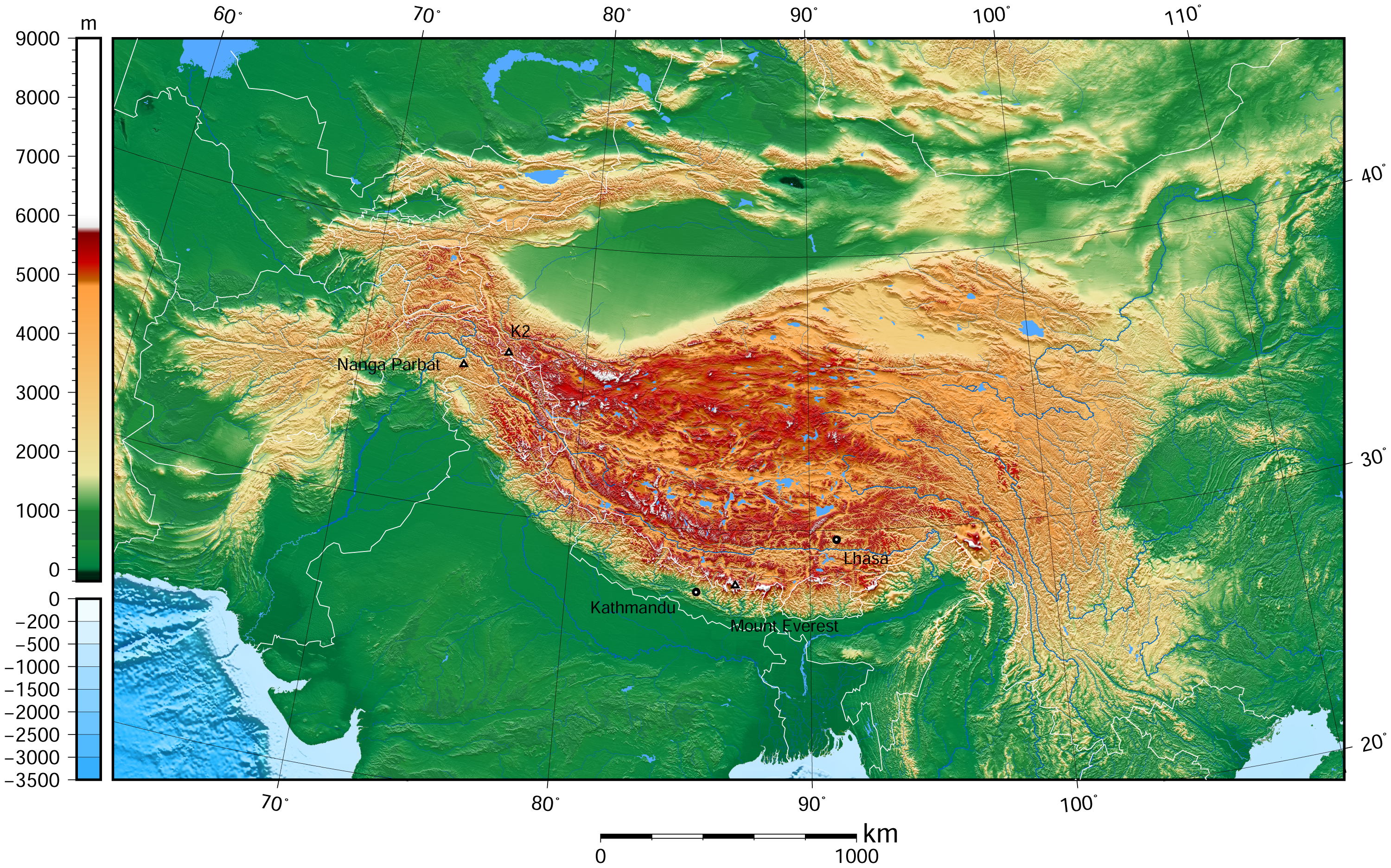
فلات تبت و نواحی اطرافش از فضای ۱۶۰۰ متری بالای آن – توپوگرافی
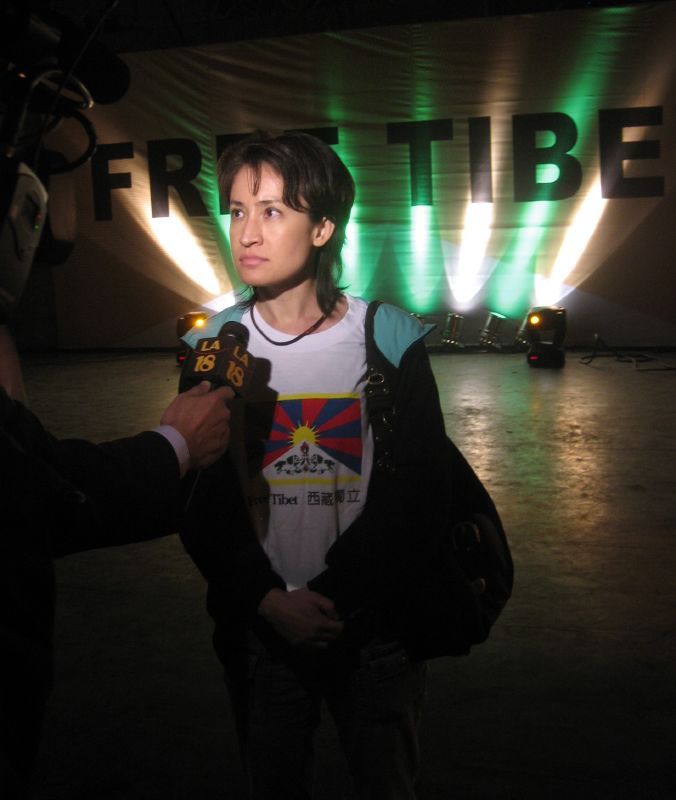
یک فعال سیاسی تبتی پرچم تبت آزاد را روی پیراهن خود چاپ کرده است.
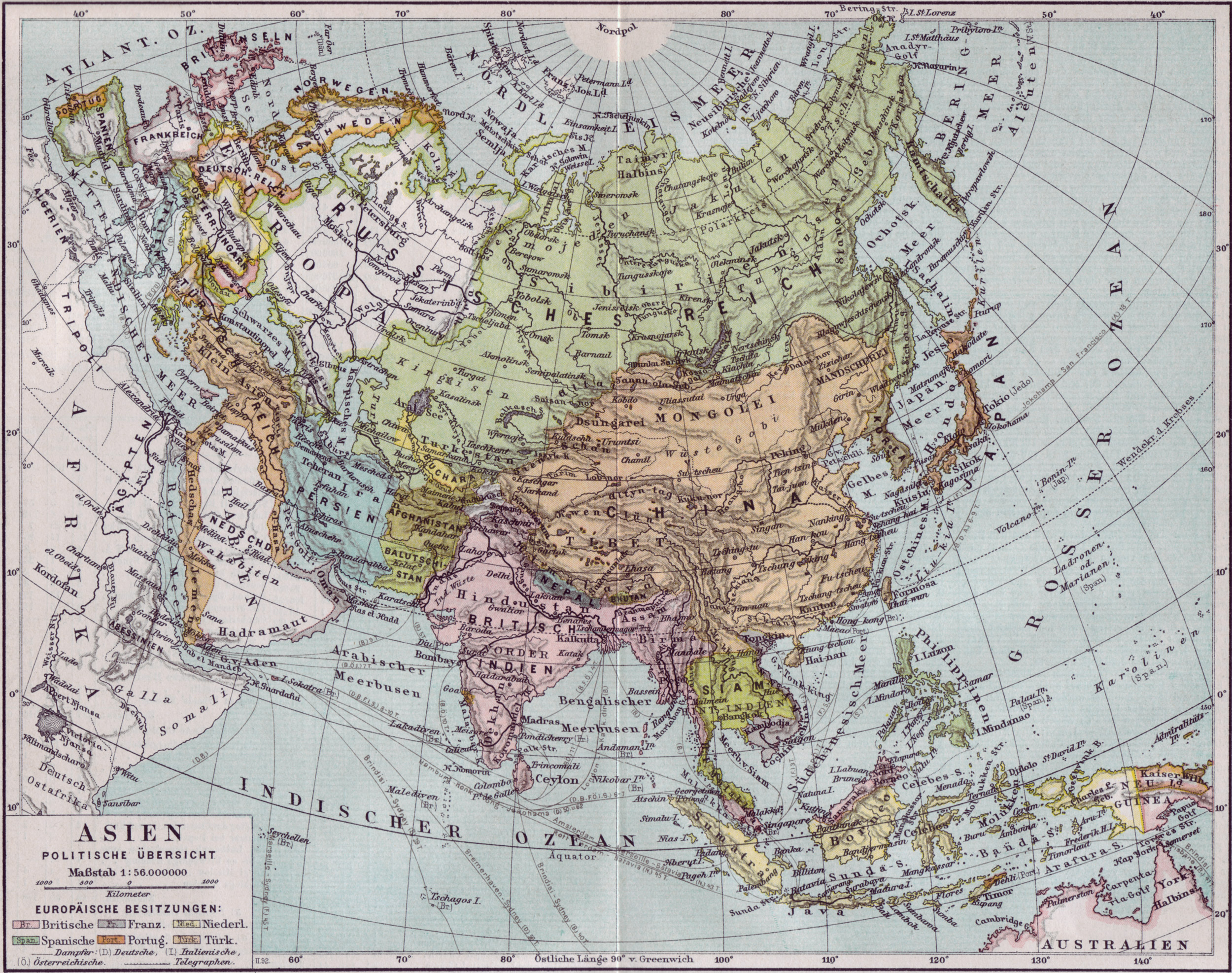
نقشه آسیا در سال ۱۸۹۰ میلادی.
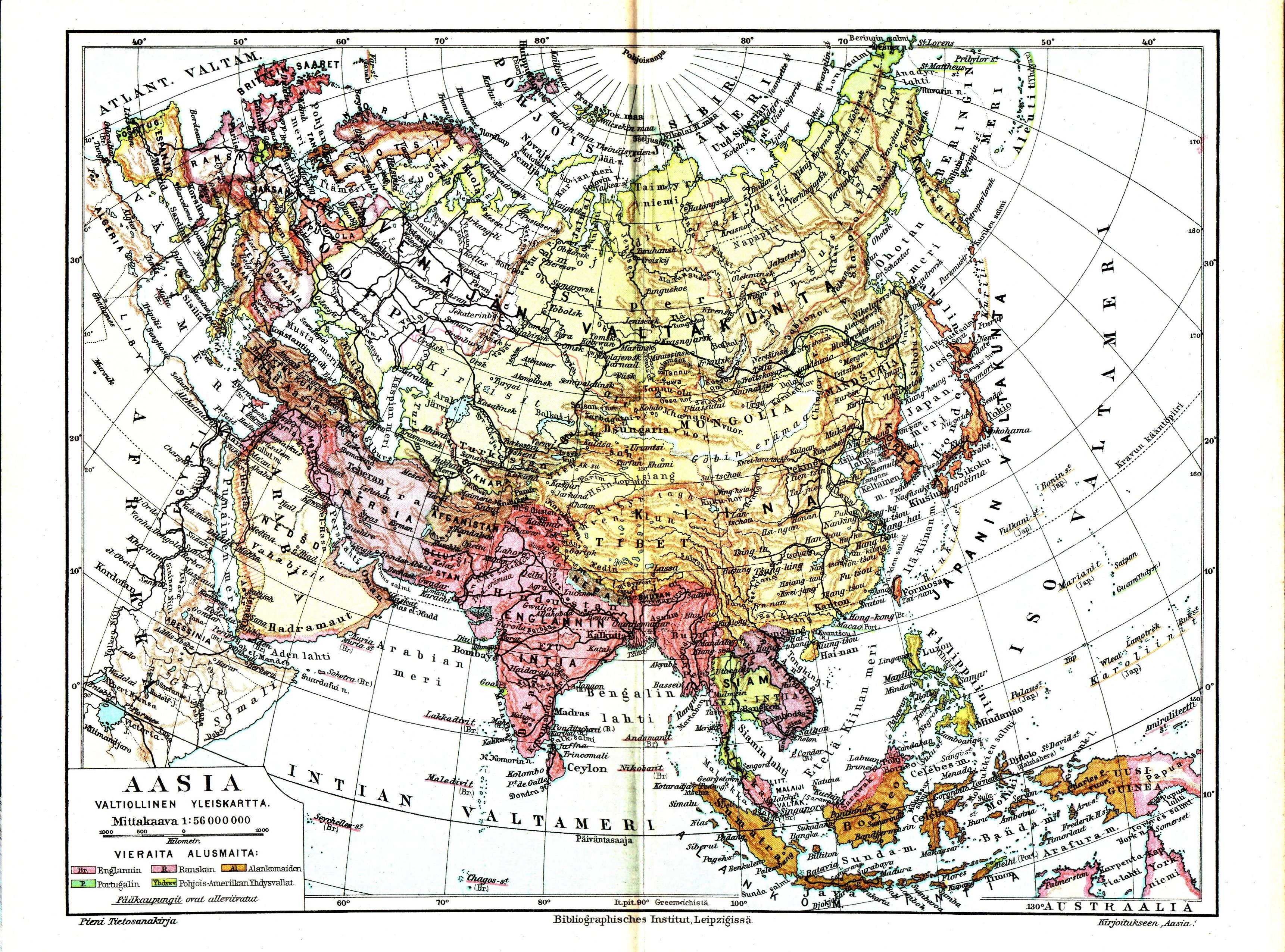
نقشه آسیا در ۱۹۲۵ میلادی.
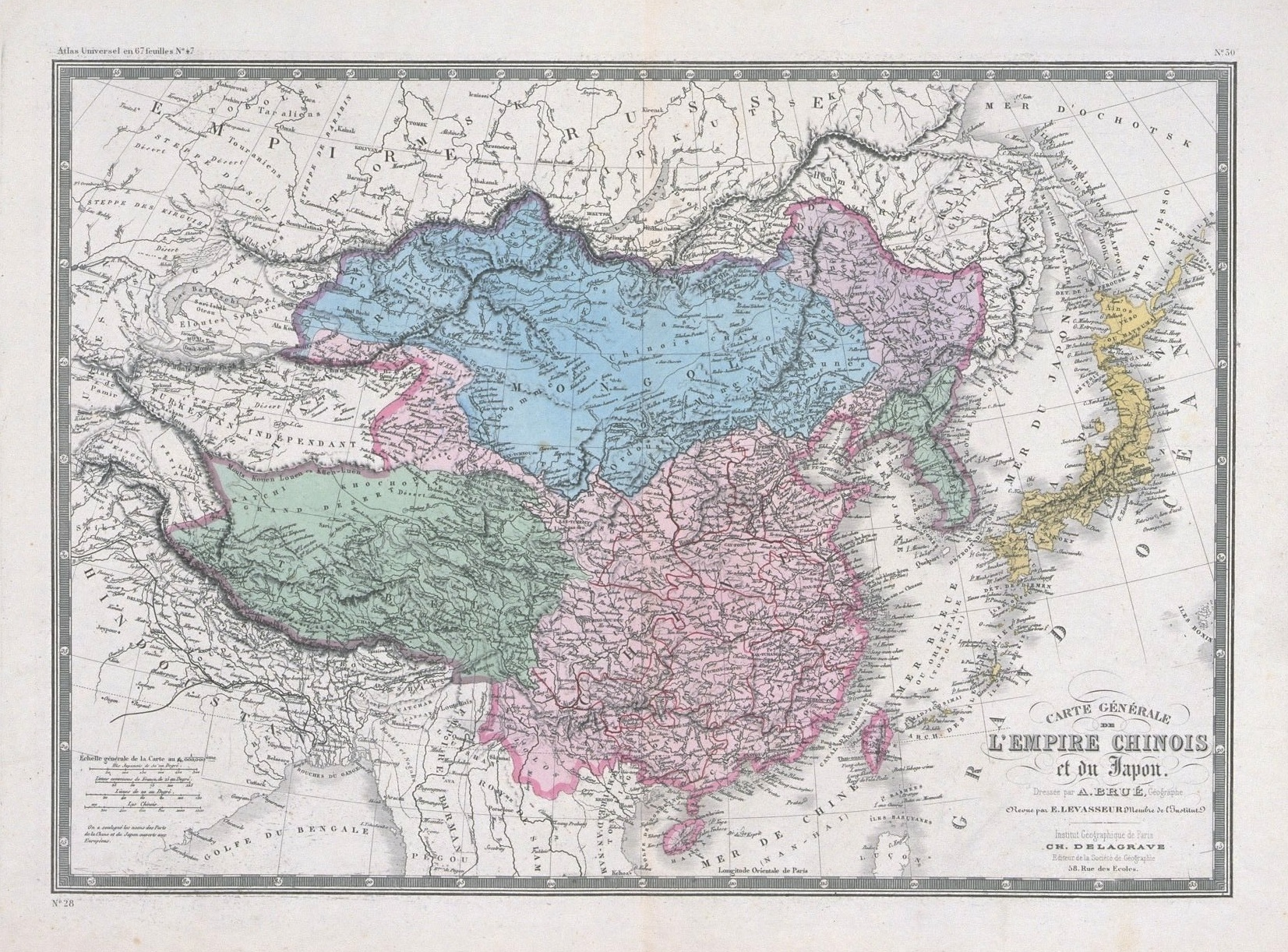
نقشه تبت و چین در دوران دودمان چینگ در سال ۱۸۷۵ میلادی.